# 聖者の谷
『聖者の谷』（せいじゃのたに、原題：Valley of Saints）は、2012年に公開されたインド・アメリカ合衆国合作映画。シュリーナガル・ダル湖を舞台にした恋愛映画であり、監督であるムーサ・シードのデビュー作である。第28回サンダンス映画祭ワールドシネマドラマ部門観客賞を受賞し、『素敵な相棒 〜フランクじいさんとロボットヘルパー〜』と共にアルフレッド・P・スローン賞を受賞した。

## あらすじ
ダル湖で観光ボートの船頭をして暮らしているグルザールは、幼少期に父を亡くして以来叔父と暮らしていた。彼は何もないダル湖での生活に嫌気が差し、友人のアフザルと共に都会に出て暮らそうと考える。しかし、カシミールで発生した独立派のデモが大規模な暴動に発展し、インド政府は外出禁止令を発令したため2人は身動きがとれなくなってしまう。禁止令が一時的に解除されるラマダーンまで待つことになったグルザールは、ハウスボートに1人だけ残っている女性アシファを見付ける。彼女はダル湖の環境汚染を調査するために留学先のアメリカから来ており、グルザールとアフザルは調査に協力するが、アフザルは不注意から彼女の機材を湖に落としてしまう。
アシファはグルザールと親しくなるが、粗雑で悪事も働くアフザルのことは忌避したままだった。アシファは住民たちが湖にゴミを不法投棄したり、周辺に違法に建てられた住宅を見て嘆き、それを「地域の習慣」と語るグルザールにも落胆する。それでも、アシファとグルザールは互いに想いを寄せるようになり、2人の関係を茶化したアフザルは激怒したグルザールに湖に突き落とされる。しかし、父から帰国するように言われたアシファは帰国しようとするが、途中で湖の汚水を浴びて体調を崩してしまう。グルザールは街から薬を手に入れて彼女に届けた後、アフザルと共に街に仕事に向かうが、そこで暴動に巻き込まれてアフザルが行方不明になる。アフザルは警察に拘束されたものの無事であることが判明し、グルザールは湖に戻るが、そこにはアシファはおらず、彼への想いが書かれた手紙が残されていた。グルザールは保釈金を払いアフザルを解放し、2人でデリー行きのバスに乗り込む。しかし、思い直したグルザールはアフザルと別れてバスを降り、湖に戻り再び叔父と共に暮らし始める。

## キャスト
- アフザル - モハメド・アフザル
- グルザール - グルザール・アーメド・バット
- アシファ - ニーロファル・ハミッド

## 製作
監督ムーサ・シードの父はカシミールの政治犯であり、1970年代に息子と共にアメリカに移住している。シードはそれ以降アメリカで育ち、2009年にカシミールを訪れて1年間滞在し、ハウスボートで生活するかたわらダル湖を観察して映画の構想を練り、最終的にカシミールの寓話としてダル湖周辺を舞台とした映画の製作を決意した。
シードは地元のボート漕ぎであるグルザール・アーメド・バットを主要キャストに起用し、彼の他にモハメド・アフザルとニーロファル・ハミッドを起用した。撮影は2010年に行われたが、撮影中にカシミールで暴動が発生して外出禁止令が発令されたためスタッフ・キャストはハウスボートに留まることになり、脚本に外出禁止令と暴力の要素が追加され、注目を集めることを避けるため、最小限の人数で撮影が行われた。